# 荟蔓藤
荟蔓藤（学名：Cosmostigma hainanense）是夹竹桃科荟蔓藤属的植物，为中国的特有植物。分布于中国大陆的海南等地，见于山地林谷中，目前尚未由人工引种栽培。